# ریهام عبدالغفور

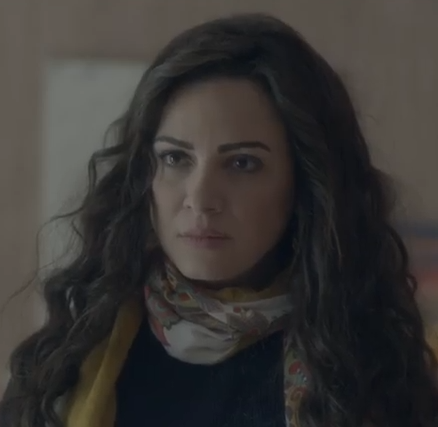
ریهام عبدالغفور

R e h im Abd  Elghor(عربی: ريهام عبد الغفور؛ ۶ سپتامبر ۱۹۷۸ – ) هنرپیشه، بازیگر تئاتر، و بازیگر سینما اهل مصر بود. او در فیلم‌ها و تئاترهای بسیاری حضور داشته‌است.